# 김재호 (1926년)

을지무공훈장

고(故) 김재호 육군 이등중사는 1926년 전남 광양군 진상면에서 태어난 김 이등중사는 6·25전쟁이 한창이던 1952년 2월 육군에 입대, 국군 수도사단 소총수로 고지전이 벌어지던 강원도 화천의 수도고지에 배치됐다. 수도고지 전투에서 중공군의 포격에 전우들이 모두 죽고 그만 살아남게 되자 김 이등중사는 홀로 백병전으로 적군을 격퇴했다. 정부는 그의 전공을 기려 1953년 1월 13일 을지무공훈장을 수여했다. 그러나 안타깝게도 정전협정 체결 12일 전인 1953년 7월 15일 금성지구 전투에서 전사했다. 전사 후 이등중사로 2계급 추서 특진되었다. 전쟁 중 사망했기에 유품은 사진 한 장도 남아있지 않다. 
전쟁기념관은 2020년 10월, 이달의 호국인물로 ‘김재호 육군 이등중사’를 선정했다.

## 참전 전투

### 수도 고지 전투

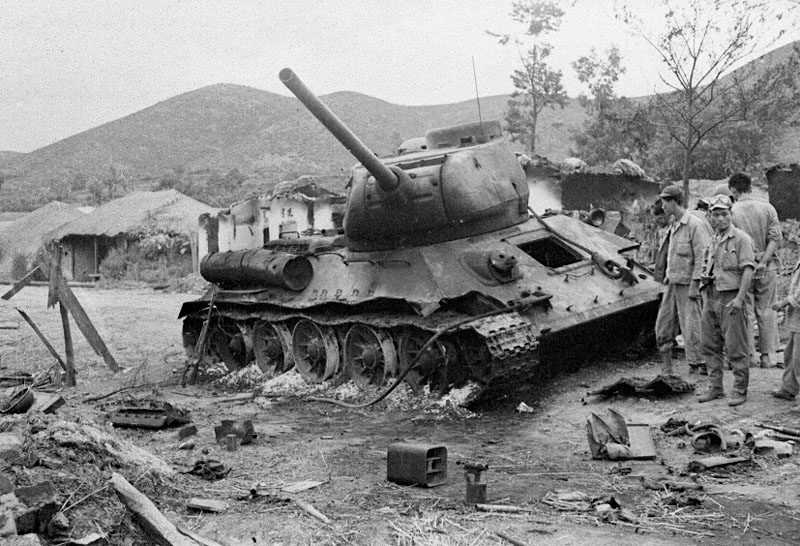
6.25 전쟁

수도고지 전투는 1952년 중부전선의 금성돌출부에서 수도사단과 중공군이 군사분계선 설정에 대한 휴전협상 주도권 장악을 목적으로 전개한 고지 쟁탈전이었다. 두달간 공격에도 불구하고 수도고지를 확보하지 못한 중공군은 그해 10월6일 전방 고지에 대한 대대적인 공격을 개시했다.
당시 김 이등중사가 속한 26연대 3중대는 중공군의 포격에 이어 2개 중대규모의 집중적인 공격을 받았다. 포격에 의해 전우들이 모두 전사하고 그만 살아남았다.
홀로 남은 김 이등중사는 진지 앞 20여 미터까지 도달한 적군을 맞아 백병전으로 이들을 격퇴했다. 잠시 뒤 새로운 적 부대가 접근하자 수류탄과 소총으로 이들을 다시 한 번 단신으로 격퇴하고, 소총 2정과 기관단총 1정을 노획해 복귀했다.
그의 전공을 바탕으로 4개월 동안 이어진 수도고지 전투는 국군의 승리로 일단락될 수 있었다.

### 금성 지구 전투[1]

#### 배경과 원인
1950년 발발한 한국전쟁이 교착상태에 이르자, 유엔군과 공산군은 협상을 통한 전쟁의 중단을 모색하기 시작했다. 1951년 7월 10일 휴전 협상이 시작되었고, 11월에는 휴전협정 체결 시점의 접촉선을 군사분계선으로 한다는 조건에 합의를 이루면서 포로교환 문제만 쟁점으로 남겨두게 되었다. 이처럼 휴전 협상이 진행되는 동안 유엔군과 공산군은 협상을 파국으로 이끌 수 있는 대규모 공세를 자제하면서 제한된 공격들만 주고받았다.
하지만 포로교환 문제를 둘러싸고 대립이 지속되면서 휴전 협상은 1953년 봄까지 더 이상 진전을 이루지 못했다. 그런 가운데 중국군은 1953년 봄부터 중동부전선에 대한 공세를 강화했는데, 공격은 주로 김화의 금성 돌출부를 향해 이루어졌다. 1951년 10월 국군이 금성천 북쪽의 고지들을 확보하면서 금성 지역에는 10km 정도 북쪽으로 돌출되어 국군의 방어선이 편성되어 있었다. 중국군은 1953년 5월과 6월에 잇달아 이 지역으로 대규모 공격을 가해왔다. 결국 금성 돌출부 동쪽의 고지를 지키던 국군 제2군단은 제5사단과 제8사단으로 하여금 북한강 남안으로 물러나 이른바 ‘아이슬랜드 선(Iceland Line)’이라고 불리는 새로운 방어선을 편성하게 했다. 이로써 금성 돌출부 동쪽의 13km에 이르는 방어선이 4km 정도 뒤로 물러나게 되었다.
한편, 1953년 한국전쟁이 빨리 종결되기를 원한 아이젠하워(Dwight David Eisenhower)가 미국의 새로운 대통령이 되고, 그해 3월 소련의 스탈린이 죽으면서 유엔군과 공산군은 휴전 협상을 더욱 적극적으로 추진하였다. 6월 8일 포로교환 문제에 관한 합의가 이루어지면서 휴전 협정은 정식 조인의 절차만 남게 되었다. 하지만 북진통일을 내세우며 휴전 협정의 체결에 반대한 이승만 대통령이 6월 18일 영천·대구·논산·마산·부산·거제도 등 7개 수용소에 있던 2만7천여 명의 반공포로를 일방적으로 석방하면서 협상은 다시 중단되었다. 그러자 중국군은 12개 사단 23만여 명의 대규모 병력을 동원해 다시 금성 돌출부에 대한 공격에 나섰다.

#### 발발과 전개과정
중국군은 7월 13일 금성 돌출부를 에워싸며 대규모 공격을 가해왔다. 측면의 방어선이 돌파되면서 제6사단과 제8사단이 중국군에 포위될 위험에 놓이게 되자 미 제8군 사령부는 국군 제2군단으로 하여금 금성천 남쪽 지역으로 후퇴하여 방어선을 재편하게 했다. 미 제8군 사령관인 테일러(Maxwell Davenport Taylor)는 예비부대로 편성되어 있던 국군 제11사단과 제22사단을 금성 전투에 투입했으며, 일본에서 부대를 정비하고 있던 미 제24사단과 제187공수여단도 다시 한반도로 증파했다.
중국군의 파상적인 공세에 밀린 국군 제2군단은 적근산(赤根山)과 백암산(白岩山)을 잇는 지역까지 후퇴해서 새롭게 방어선을 편성했다. 그리고 폭우로 중국군의 공격이 잦아들자 전열을 정비해 7월 16일부터 반격에 나섰다. 결국 국군은 7월 19일 금성천 하류 지역을 탈환하는 데 성공했다.

#### 결과와 영향
국군은 중국군에 점령된 금성 돌출부 지역을 탈환하기 위해 공격을 계속하려 했다. 하지만 휴전 협상이 결렬될 것을 우려한 미 제8군 사령부는 공격 중단 명령을 내렸다. 이로써 국군은 전투를 중단해야 했고, 7월 27일 휴전 협정이 체결되면서 서울시 면적의 1/3에 해당하는 금성 돌출부 지역을 빼앗긴 상태에서 휴전을 맞이해야 했다.
이 전투에서 국군은 중국은 2만7천여 명을 사살하고 3만8천여 명에게 부상을 입히는 전과를 올렸으나, 1천7백여 명이 전사자와 4천여 명의 실종자·7천여 명의 부상자가 발생하는 피해도 발생했다. 상당수의 실종자가 포로가 되었을 것으로 추정되지만, 이들은 휴전 협정에서 8월에 교환하기로 한 포로와 별도로 취급되어 송환이 이루어지지 않았다.

## 사후

### 을지무공 훈장
정부는 그의 전공을 기려 1953년 1월13일 을지무공 훈장을 수여했다. 그러나 안타깝게도 김 이등중사는 정전협정 체결 12일 전인 1953년 7월15일 금성지구 전투에서 전사했다. 전사 후 이등중사로 2계급 추서 특진됐다.

## 같이 보기
- 625전쟁

- 수도기계화보병사단

- 금성전투[2]

## 참고 문헌
- 화천문화원(2008년). 《화천군지》.
- 철원역사문화연구소(2013년). 《철원군 지방행정 60년사》. 철원군.